# Gmina Józefów nad Wisłą
Die Gmina Józefów nad Wisłą ist eine Stadt-und-Land-Gemeinde im Powiat Opolski der Woiwodschaft Lublin in Polen. Ihr Sitz ist die gleichnamige Stadt.

## Geographie
Die Gemeinde liegt an der Einmündung der Wyżnica in die Weichsel.

## Geschichte
Józefów nad Wisła wurde zum 1. Januar 2018 wieder zur Stadt erhoben.

## Gliederung
Zur Stadt-und-Land-Gemeinde Józefów nad Wisłą gehören folgende 34 Ortschaften mit einem Schulzenamt:
Basonia
Boiska-Kolonia
Bór
Chruślanki Józefowskie
Chruślanki Mazanowskie
Chruślina
Chruślina-Kolonia
Dębniak
Idalin
Józefów nad Wisłą
Kaliszany-Kolonia
Kolczyn
Kolonia Nieszawa
Mariampol
Mazanów
Miłoszówka
Niesiołowice
Nieszawa
Nietrzeba
Owczarnia
Pielgrzymka
Pocześle
Prawno
Rybitwy
Spławy
Stare Boiska
Stare Kaliszany
Stasin
Stefanówka
Studnisko
Ugory
Wałowice
Wałowice-Kolonia
Wólka Kolczyńska
Weitere Orte der Gemeinde sind Graniczna und Łopoczno.